# Cristin Milioti
Cristin Milioti (sinh ngày 16 tháng 8 năm 1985) là nữ diễn viên và ca sĩ người Mỹ, được biết đến với công việc tham gia đồng sản xuất trong các vở diễn trong nhà hát Broadway như That Face, Stunning và vở diễn đoạt giải Tony - Once. Trong mùa thứ 8 của loạt phim hài kịch tình huống Mỹ - How I Met Your Mother, cô nhận vai người mẹ trong bộ phim. Cô cũng được biết tới nhờ vai diễn Teresa Petrillo Belfort trong bộ phim "The Wolf of Wall Street". Milioti từng thắng một Giải Grammy và nhận được một đề cử Tony.

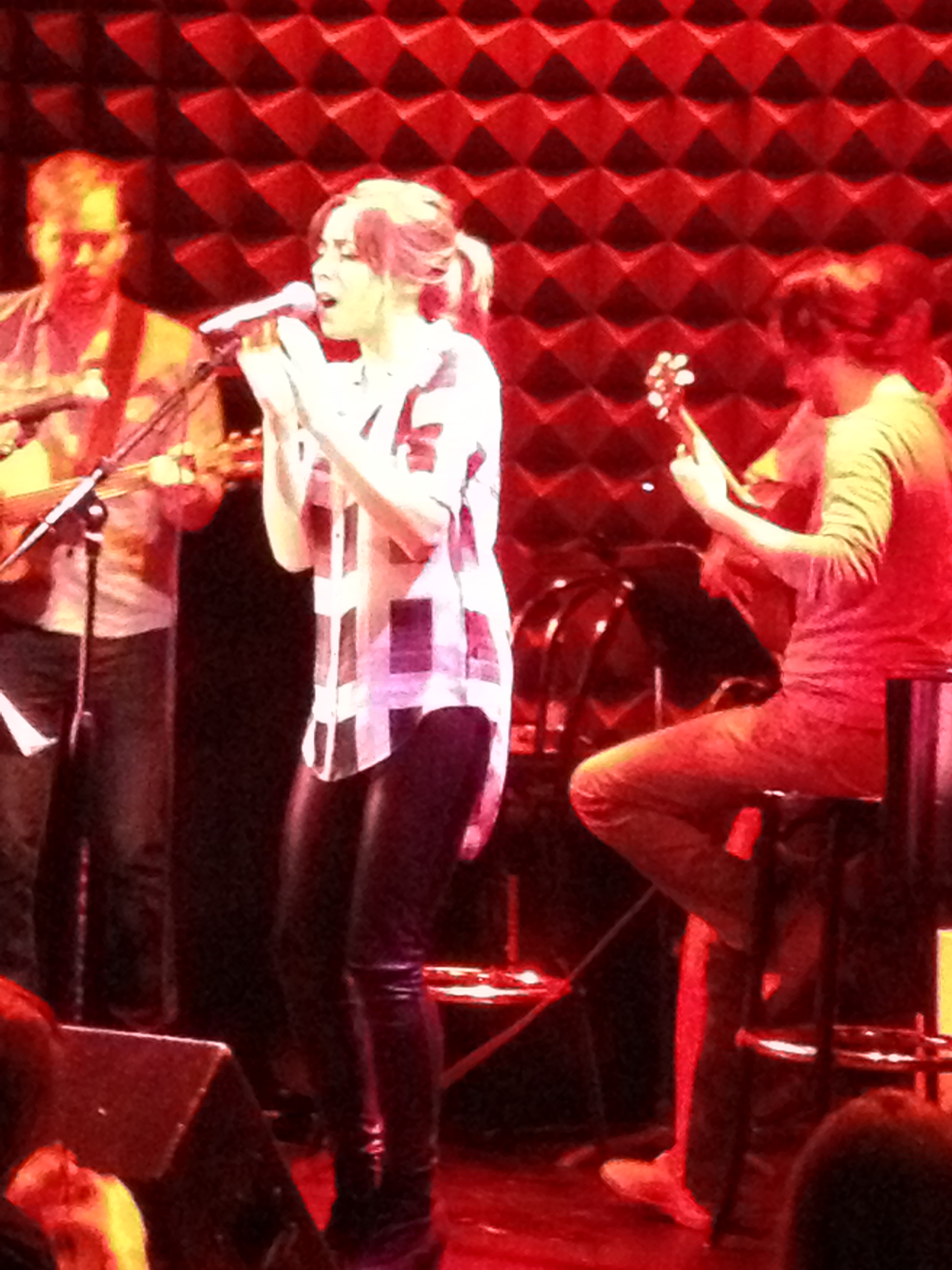
Milioti đang hát tại một quán rượu tại New York, vào tháng 5 năm 2013

## Tiểu sử
Milioti sinh ra và lớn lên tại Cherry Hill, New Jersey. Cô có gốc gác từ Ý. Trong lúc còn ngồi ở ghế nhà trường, Cristin tìm thấy niềm yêu thích diễn xuất tại một trại hè của New York. Cô theo học trường Trung học Cherry Hill và đã tốt nghiệp vào năm 2003. Cô theo học lớp diễn xuất tại trường Đại học New York nhưng buộc phải dừng việc học ngay trong năm đầu tiên.

## Sự nghiệp
Những vai diễn đầu tiên của cô nằm trong những chiến dịch quảng cáo toàn quốc, đáng chú ý nhất là quảng cáo cho hãng Ford Edge. Cô cũng xuất hiện trong một số chương trình truyền hình như 30 Rock và bộ phim như Greetings from the Shore. Milioti cũng được biết đến nhờ vào những buổi diễn sân khấu của cô. Vào năm 2010, cô tham gia trong vở diễn That Face  và nhận được một đề cử giải Lucille Lortel Awards cho hạng mục "Nữ diễn viên chính nổi bật" cho vở Stunning. Năm 2012, Milioti nhận thêm một đề cử Tony cho hạng mục "Nữ diễn viên xuất sắc nhất thể loại Nhạc kịch" cho Once, vở diễn mà cô đảm nhận từ năm 2011. Buổi biểu diễn cuối cùng của cô trong vở Once được thực hiện vào ngày 24 tháng 3 năm 2013. Vai diễn của cô trong Once còn giúp cô nhận được một Giải Grammy cho hạng mục "Album thể loại nhạc kịch xuất sắc nhất". Cô cũng được nhắc đến trong This American Life, tập "Adventure".
Năm 2013, cô được tuyển vai trong loạt phim hài kịch tình huống thành công của kênh CBS - How I Met Your Mother với vai the Mother (vai còn được ghi dưới cái tên "Cô gái với chiếc ô màu vàng", sau đó được hé lộ tên là Tracy McConnell trong tập cuối). Cô xuất hiện lần đầu trong phim ở tập cuối phần 8 - "Something New" và sau đó được bổ sung vào danh sách nhân vật chính trong phim ở mùa cuối. Cô còn nhận được vai vợ cũ của Jordan Belfort (do Leonardo DiCaprio thủ vai) trong bộ phim "The Wolf of Wall Street" năm 2013. Bộ phim được ra mắt tại Mỹ vào ngày 25 tháng 12 năm 2013. Vào tháng 2 năm 2014, cô được tuyển vai nữ chính trong loạt phim hài A to Z.

## Sự nghiệp diễn xuất

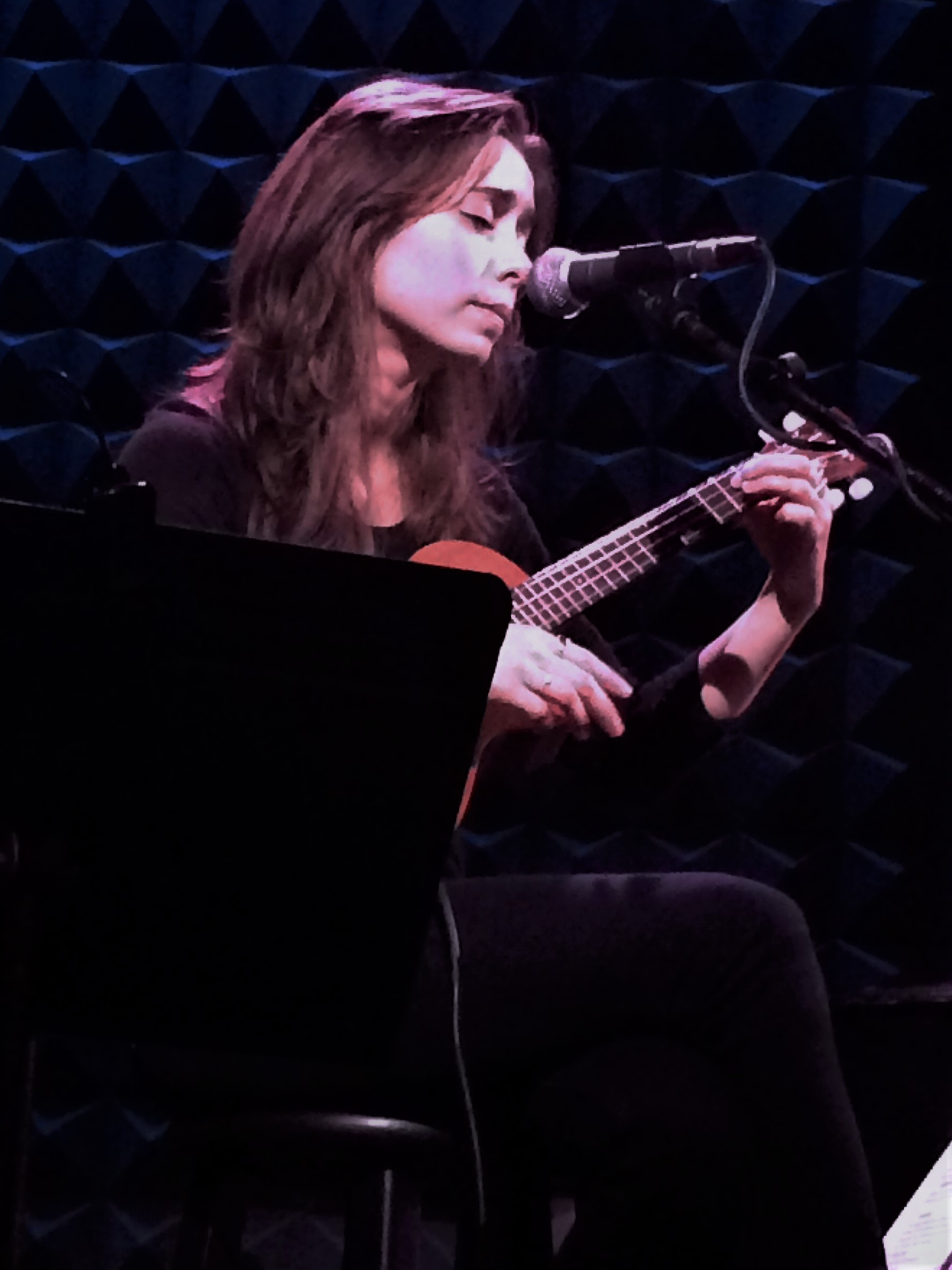
Cristin vào tháng 12 năm 2013

### Điện ảnh
| Năm  | Tựa đề                               | Vai                     | Ghi chú   |
| ---- | ------------------------------------ | ----------------------- | --------- |
| 2007 | Greetings from the Shore             | Didi                    |           |
| 2009 | Year of the Carnivore                | Sammy Smalls            |           |
| 2011 | Ashley                               | Cristin                 | Phim ngắn |
| 2012 | Sleepwalk with Me                    | Janet Pandamiglio       |           |
| 2012 | I Am Ben                             | Người khách du lịch     |           |
| 2012 | The Brass Teapot                     | Brandi                  |           |
| 2013 | Bert and Arnie's Guide to Friendship | Faye                    |           |
| 2013 | The Wolf of Wall Street              | Teresa Petrillo Belfort |           |
| 2014 | The Occupants                        | Lucy                    |           |

### Truyền hình
| Năm      | Tựa đề                | Vai                        | Ghi chú                                    |
| -------- | --------------------- | -------------------------- | ------------------------------------------ |
| 2006     | 3 lbs                 | Megan Rafferty             | Trong tập: "Bad Boys"                      |
| 2006–07  | The Sopranos          | Catherine Sacrimoni        | Xuất hiện trong 3 tập                      |
| 2009     | The Unusuals          | Nghệ sĩ phác thảo          | Xuất hiện trong 2 tập                      |
| 2010     | The Good Wife         | Onya Eggertson             | Trong tập: "Taking Control"                |
| 2011     | 30 Rock               | Abby Flynn                 | Trong tập: "TGS Hates Women"               |
| 2011     | Nurse Jackie          | Monica                     | Trong tập: "...Deaf Blind Tumor Pee-Test"  |
| 2013–14  | How I Met Your Mother | The Mother/Tracy McConnell | Phần 8: Vai phụ (1 tập), Phần 9: Vai chính |
| 2014–nay | A to Z                | Zelda                      |                                            |
| 2024     | The Penguin           | Sofia Falcone              |                                            |

## Sân khấu
| Năm       | Tựa đề                       | Vai          | Ghi chú |
| --------- | ---------------------------- | ------------ | --- |
| 2007      | The Devil's Disciple         | Essie        | Irish Repertory Theatre                                                                                    |
| 2008      | Crooked                      | Laney        | |
| 2008      | Some Americans Abroad        | Katie Taylor | |
| 2009      | The Heart is a Lonely Hunter | Mick Kelly   | New York Theatre Workshop                                                                                  |
| 2009      | Stunning                     | Lily         | Lincoln Center Theater                                                                                     |
| 2010      | That Face                    | Mia          | Manhattan Theatre Club Được đề cử cho giải Lucille Lortel Awards với hạng mục "Nữ diễn viên chính nổi bật" |
| 2011–2013 | Once                         | Cô gái       | Được đề cử cho giải Tony Awards với hạng mục "Nữ diễn viên xuất sắc nhất thể loại nhạc kịch".              |